# Brand New Lover
«Brand New Lover» —en español: «Nuevo amante»— es una canción grabada por la banda británica Dead or Alive. Fue el sencillo principal publicado del tercer álbum de la banda, Mad, Bad, and Dangerous to Know de Epic Records. La letra describe el deseo del cantante por dejar a su pareja actual por una que sea más emocionante. Su motivación es que no desea abiertamente una relación estable con una pareja, sino que es un «buscador de placer». Alcanzó éxito internacional cuando se publicó como sencillo en 1986.

## Lista de canciones
UK 7", 1986
1. "Brand New Lover"  – 3:35
2. "In Too Deep (Live at the Hammersmith Odeon, July 1985)"  – 4ː34

UK sencillo de 12", 1986
1. "Brand New Lover (The Dust Monkey's Love Bubble Club Mix)"  – 9ː00
2. "Brand New Lover (Instrumental)"  – 4ː15
3. "In Too Deep (Live at the Hammersmith Odeon, July 1985)"  – 4ː34

## Rendimiento en las listas
La canción demostró ser más exitosa en EE. UU. y en Japón que en el Reino Unido natal de la banda, donde alcanzó la trigésimo primera posición. En los Estados Unidos, «Brand New Lover» alcanzó la decimoquinta poción en la lista Billboard Hot 100, y permaneció dos semanas en lo alto de la lista estadounidense de canciones bailables en diciembre de 1986.
| Lista (1986–87)                  | Mejor posición |
| -------------------------------- | -------------- |
| Australia (Kent Music Report)    | 21             |
| Canadian RPM Top Singles         | 27             |
| Irish Singles Chart              | 22             |
| Japanese Singles Chart           | 2              |
| Italian Singles Chart            | 44             |
| New Zealand                      | 15             |
| UK Singles Chart                 | 31             |
| US Billboard Hot 100             | 15             |
| US Billboard Hot Dance Club Play | 1              |

- Datos: Q3643637